# 寬尾灰蝶屬
寬尾灰蝶屬（Fig Tree Blue，學名：Myrina）是灰蝶科線灰蝶亞科昂灰蝶族中的一個屬。共有4個物種，分佈於非洲熱帶地區。幼蟲以榕屬植物作寄主。

## 物種
- 帶寬尾灰蝶 Myrina dermaptera
- 寬尾灰蝶 Myrina silenus
- 蘇寬尾灰蝶 Myrina subornata
- 沙寬尾灰蝶 Myrina sharpei